# برنارد باركر
برنارد باركر (بالإنجليزية: Bernard Parker)‏، من مواليد 16 مارس 1986 في بروسبورغ في جنوب أفريقيا، لاعب كرة قدم جنوب أفريقي. بدأ مسيرته الكروية مع نادي ثاندا رويال، وفي 2009 انتقل إلى نادي النجم الأحمر. وهو يلعب مع منتخب جنوب أفريقيا لكرة القدم وشارك مع المنتخب في كأس العالم عام 2010.

## روابط خارجية
- برنارد باركر على موقع الاتحاد الدولي (مؤرشف)  (الإنجليزية)
- برنارد باركر على موقع قاعدة بيانات كرة القدم.إي يو (الإنجليزية)
- برنارد باركر على موقع ناشيونال فوتبول تيمز (الإنجليزية)
- برنارد باركر على موقع Soccerway.com (الإنجليزية)
- برنارد باركر على موقع عالم كرة القدم.نت (الإنجليزية)
- برنارد باركر على موقع كووورة